# Harvest Moon: Animal Parade
Harvest Moon: Animal Parade (Harvest Moon: Desfile de animales Bokujō Monogatari: Waku Waku Animaru Machi?, Lit.) es un videojuego de simulación de agricultura, creado por Marvelous Entertainment, lanzado en exclusiva para la consola Nintendo Wii. Es el segundo Harvest Moon lanzado para la consola Wii, y tiene el mismo diseño de personajes de Harvest Moon: Árbol de la paz. Una de las cosas que más llama la atención de este juego es la gran variedad de animales disponibles, incluyendo a los del circo.

## Historia
Un árbol divino que una vez estaba en el centro de la Laguna de la Diosa de la Cosecha ha empezado a morir, las criaturas están empezando a irse de aquellas tierras, y las cinco campanas han perdido su mágico poder. Solo la fuerza del Rey de la Cosecha puede revivir la tierra y devolverle la vida al árbol, pero no se sabe dónde está. ¿Podrás hacer sonar las cinco campanas, encontrar al Rey de la Cosecha, y ayudar a revivir el Árbol de la Diosa?

## Tiendas
- Fotos de Simon (Simon's Photos)
- Ayuntamiento (Town Hall)
- Posada Ocarina (Ocarina Inn)
- Sonata de la Costura (Sonata Tailoring)
- Bar de Bronce( Brass Bar)
- Pescadería (Fishery)
- Tienda General (General Store)
- Herreria (Blacksmith's)
- Carpintería (Carpentor's)
- Tienda de Accesorios (Accessory Shop)
- Granja Marimba (Marimba Farm)
- Rancho Asta (Horn Ranch)

## Personajes jugables
Como en Harvest Moon: Tree of Peace, tu puedes escoger entre jugar con un personaje femenino o masculino. El jugador tienen la opción de escoger entre los dos personajes de Animal Parade o del Tree of Tranquility, entonces se tienen un total de 4 personajes para escoger. Tu puedes cambiar el nombre de los personajes.
Protagonistas de ToT:
Chico: Takeru (Nombre en japonés)
Chica: Akari (Nombre en japonés)

Nuevos Protagonistas:
Chico: Yuuki (Nombre en japonés)
Chica: Hikari (Nombre en japonés)

## Nuevas características
- Podrás cosechar frijoles
- Podrás tener dos hijos
- Hay más mascotas disponibles
- Capturar fotos
- Hay más Festivales
- Nuevos personajes
- Nuevos cultivos
- Bodas más realistas
- Evento de Circo
- Mayor rapidez a la hora de hacerse amigo de algún animal
- Se podrá cabalgar sobre cualquier animal
- Puedes enseñarles trucos a los animales
- Podrás vestir a tus hijos
- El tiempo en que se desarrolla el juego: 3 minutos en la vida real = 1 hora en el juego
- Los mapas son más grandes
- El Taxi-Circus: una vez que encuentres la jirafa, el hipopótamo y al elefante, puedes usarlos como taxis-La jirafa te levara a la Ciudad Armónica(Harmonica Town), el hipopótamo al bosque, el elefante a los Campos Flauta(Flute Fields), y el cerdo a la zona para cultivar.

## Hijos
Dependiendo de quien se tu Esposo/a, ser la personalidad de tu hijo/a, estas pueden ser una de estas: Feroz, Callado, Romántico o Académico.
Las acciones de nuestro personaje, al igual que las respuestas que le demos a las preguntan que nos hagan, influyen en los gustos del niño.

## Casamiento
Cada género del protagonista (Femenino o Masculino) tiene un total de 10 candidatos con los cuales podrá casarse. Para casarte necesitas obtener el afecto del personaje con el que quieras contraer nupcias, para eso tendrás que cumplir con varios requisitos para aumentar su afecto hacia ti, estos pueden ser desde darles regalos, hasta cumplir con objetivos que te propondrán. Después de casarte, puedes tener hasta dos hijos, estos pueden ser del mismo género (niño/niño, niña/niña) o distinto (niño/niña, niña/niño), uno de los dos siempre será el hijo mayor y el otro el hijo menor.
Uno de los beneficios del matrimonio, es que le puedes pedir a tu espos@ o a tus hijos que te ayuden con algunas tareas de la granja.

## Requisitos para el Matrimonio
El objetivo principal es elevar el afecto de la persona a 9 corazones. Puedes ver cuantos corazones tiene un personaje al entrar al menú principal (botón C del Nunchuk). A medida que aumenta el número de corazones, podrás ver algunos eventos:
- 2 Corazones: El candidato pasa por tu casa en la mañana y te da un regalo.

- 4 Corazones: El candidato pasara de nuevo a dejarte otro regalo en la mañana.

- 5 Corazones: Al hablar con esa persona en la mañana, te preguntara si te gustaría salir ese mismo día. A veces es solo para hacer un paseo turístico y otra veces es para poder almorzar juntos. La hora para salir siempre será a las 4:00 p. m.

- 6 Corazones: Recibirás una carta romántica en tu buzón.

- 7 Corazones: Hablas con el personaje en la mañana, el/ella te preguntara si pueden reunirse en el Faro Telmin, en la Ciudad Armónica. Allí, te confesara lo mucho que te quiere, tu podrás escoger entre varias respuestas a su declaración.

La mayoría de los personajes sigue este patrón, exceptuando a la Bruja (Wicth), a la Diosa de la Cosecha (Harvest Goddess), el Mago (Wizard) y al Rey de la Cosecha (Harvest King). 
Otro requisito necesario es mejorar el tamaño de la casa. Debes pagarle a Dale 25000 G y tener 100 piezas de madera y de material de piedra para la construcción.

## Candidatos a Esposos
- Calvin

Cumpleaños: invierno 14
Rival: Phoebe
Personalidad del Hijo: Feroz, Académico o Romántico.
- Chase

Cumpleaños: primavera 23
Rival: Maya
Personalidad del Hijo: Tranquilo, Académico o Romántico.
- Gill

Cumpleaños: 2 de invierno
Rival: Luna
Personalidad del Hijo: Tranquilo, Académico o Romántico.
- Jin

Cumpleaños: 26 de invierno
Rival: Annisa
Personalidad del Hijo: Tranquilo, Feroz o Académico.
- Julius

Cumpleaños: otoño 21
Rival: Candace
Personalidad del Hijo: Tranquilo, Académico o Romántico.
- Luke

Cumpleaños: 8 de verano
Rival: Selena
Personalidad del Hijo: Tranquilo, Feroz o Romántico.
- Owen

Cumpleaños: verano 18
Rival: Kathy
Personalidad del Niño: Feroz, Académico o Romántico.
- Toby

Cumpleaños: 9 de primavera
Rival: Renee
Personalidad del Niño: Tranquilo, Académico o Romántico.
- Wizard (Mago)

Cumpleaños: Desconocido
Rival: Ninguna
Personalidad del Hijo: Callado, Académico o Romántico.
- Harvest King (Rey de la Cosecha)

Cumpleaños:Desconocido
Rival: Ninguna
Personalidad del Hijo: Tranquilo, Feroz o Académico.
El Wizard y el Harvest King poseen nombres verdaderos, pero solo te lo drian al casarte con ellos.

## Candidatas a Esposas
- Anissa

Cumpleaños: otoño 16
Rival: Jin
Personalidad del Hijo: Tranquilo, Académico o Romántico.
- Candace

Cumpleaños: invierno 7
Rival: Julius
Personalidad del Hijo: Tranquilo, Académico o Romántico.
- Kathy

Cumpleaños: verano 3
Rival: Owen
Personalidad del Hijo: Feroz, Académico o Romántico.
- Luna

Cumpleaños: primavera 25
Rival: Gill
Personalidad del Hijo: Feroz, Académico o Romántico.
- Maya

Cumpleaños: otoño 24
Rival: Chase
Personalidad del Hijo: Tranquilo, Feroz o Romántico.
- Phoebe

Cumpleaños: primavera 17
Rival: Calvin
Personalidad del Hijo: Tranquilo, Feroz o Académico.
- Renee

Cumpleaños: otoño 5
Rival: Toby
Personalidad del Hijo: Tranquilo, Académico o Romántico.
- Selena

Cumpleaños: verano 26
Rival: Lucas
Personalidad del Hijo: Tranquilo, Feroz o Romántico.
- Harvest Goddess (Diosa de la Cosecha)

Cumpleaños: Desconocido
Rival: Ninguno
Personalidad del Hijo: Tranquilo, Académico o Romántico.
- Witch (Bruja)

Cumpleaños: Desconocido
Rival: Ninguno
Personalidad del Hijo: Feroz, Académico o Romántico.
La Wicth y la Harvest Goddess poseen nombres verdaderos, pero solo te lo dirán al casarte con ellas.

## Rivales
- Calvin y Phoebe
- Chase y Maya
- Gill y Luna
- Jin y Anissa
- Julius y Candace
- Luke y Selena
- Owen y Kathy
- Toby y Renee

## Hijos de los rivales
- Heath Hijo de Calvin y Phoebe.
- Dakota Hija de Chase y Maya.
- Vivian Hija de Gill y Luna.
- Van Hijo de Jin y Anissa.
- Angie Hija de Julius y Candace.
- Lucy Hija de Luke y Selena.
- Roy Hijo de Owen y Kathy.
- Matt Hijo de Toby y Renee.

Animales
Aunque algunos animales de Harvest Moon: Tree of Tranquility están de regreso, también se contara con la aparición de animales del circo. Los animales se dividen en tres categorías: Circo, el Ganado y Animales Domésticos. Los animales del Circo no puede ser mantenidos como mascotas, sin embargo pueden ser usados como transporte.
Animales del Circo
- Elefante.
- Jirafa.
- Hipopótamo.
- Mono.
- León.
- Cebra.
- Cerdo.

Ganadería
- Pollo/Pollito.
- Vaca/Ternera.
- Pato/Patito.
- Cabra/Cabrita.
- Caballo.
- Avestruz.
- Oveja/Cordero.
- Gusanos de seda.

Mascotas
- Bebé Jabalí: Cerca del Bosque Tam Tam.
- Gatos (3 diferentes tipos: Blanco, Negro, Atigrado) Ciudad Armónica (En el faro, en la plaza Celesta y en las escaleras al lado de la posada Ocarina).
- Perros (2 tipos diferentes: Pastor, Collie) Ciudad Armónica (En el tejado del colegio y en la plaza Celesta).
- Perros Pequeños (2 tipos diferentes: Beagle).
- Panda (+ crías).
- Osos (+ crías) Zona Mina Garmoni, en el camino por el que se va a ver a la Diosa de la Cosecha.
- Pingüinos.
- Cerdo.
- Serpiente: Entrada de la Mina Garmoni.
- Tortuga: En la entrada de la casa de la Bruja.
- Hurón: En la entrada de la casa de la Bruja.
- Conejo: Al sur de Campos Kabal, cerca del río.
- Ardilla: Cerca de Campos Kabal, cerca de la entrada del Bosque Tam Tam.
- Mono.
- Mapache: En la entrada de la casa de la Bruja
- Rana: Ocupa el lugar del conejo cuando llueve

Una vez más, los caballos no son los únicos animales en los cuales puedes cabalgar. Si tienes 5 o más corazones con cualquier animal de granja (excluyendo pollos, patos y los gusanos de seda), podrás cabalgar sobre él.
Campanas
Primero para activarlas debes conocer a toda la gente del pueblo, así el alcalde te dará una caja de herramientas que tendrás que llevar a la mina (queda en la parte superior de tu granja) y encontraras a Bo. Él arreglará el puente que lleva a la mina si le llevas también comida que él quiere. La comida que quiere que le lleves es: una fresa (Strawberry) y leche (Milk). Una vez le des esto, te dirá que arreglará el puente y él te avisará cuando esté terminado. Puedes hacer mientras todo lo que quieras, porque el pùente no estará arreglado hasta el día siguiente. Al día siguiente te dirá que ya está listo. Cruza el puente y encontrarás un camino (cerca de los osos) y cuando lo cruces, no te dejarán pasar unos animales furiosos. Tienes que hablar con el carpintero, quien te enseñará como hacerte amigo de los animales. Pero para esto necesitas un silbato, el cual él no tiene porque se le ha perdido. Tienes que buscar en la Tienda Clave. La mujer te dirá que busques en la joyería. Allí te dirán que busques en la herrería. Por último, te dirá que le dio el silbato a una niña (Chloe) que se encuentra en la mina. Llega al último piso y allí te lo entregará el silbato un chico llamado Owen. Con eso puedes volver donde los animales furiosos y hacer que suene, a ellos les gustará y querrán que lo hagas de nuevo. Una vez hecho te darán acceso a la diosa. Ella te dará pistas sobre las campanas, te pedirá que vayas al faro donde encontrarás a Paolo.
Campana Azul:
Paolo es un niño, él te dará una llave azul para que entres a los canales de la ciudad Armónica. Paolo solo aparece después de hablar con el Adivino. Enfrente verás la campana, pero Ben (el duende guardián del pedestal de la campana azul) no recuerda la canción y te pide su ayuda. Ves donde la Diosa de la Cosecha y te dirá que busques a alguien que sepa mucho sobre esta campana, vuelves al faro y Paolo te dirá que sí sabe la melodía pero que debes hacer que suene por tu cuenta. Te dará una parte del acertijo que está dibujado en el faro. Tienes que buscar un Huevo de Pato, una Perla Negra (esta en la Cueva de Ciudad Armónica) y 5 Peces (da igual el tipo y tamaño del pez). Deberás colocar el huevo en el techo por donde se encuentra el Collie (perro mediano que anda en el techo). La perla negra en una catapulta que se encuentra al lado de la posada y los peces en un estanque arriba de la pescadería. Una vez hecho esto, ve donde Paolo, quien dará inicio a la presentación. Todo sonará normal y después ves donde el duende de la cosecha, quien hará que su campana suene. Todo vuelve a la normalidad en cuanto se refiere a las aguas, llegará un barco durante los próximos dos días donde comprando un billete en la pescadería por 400 G podrás viajar a la Isla Tucán.
Campana Roja:
Para la campana roja, la Diosa dice que escucha risas de niños, ve a la Carpintería, a hablar con Dale, quien te dirá que vayas donde el anciano (Herrería), y el te explicará que está preocupado por la niña que no ha regresado desde que se fue a las minas. Ve hacia el puente y verás una escena, Bo jugando al escondite con una niña y de la nada aparece la campana roja pero la niña la patea hasta dejarla en la chimenea de la Herrería. Ella te llevará al herrero, que te dirá que para sacarla deberás buscar cuatro minerales. 1 Mineral Oro(Gold Ore), 1 Mineral Plata(Silver Ore), 1 Mineral Cobre(Copper Ore) y 1 Mineral Hierro(Iron Ore). Ve a la mina y golpea las rocas (casi siempre aparecen en las que se rompen con 1 golpe) y cuando las tengas llevaselas. Entrega una por una (no hay más opción) y la niña te llevará afuera donde la campana sale volando y cae en tus manos. No pierdas el tiempo y vuelve a la mina ya que el duende quiere que lleves su campana a su pedestal. Allí, él la hará sonar y el fuego volverá a la normalidad. Si entras a la Herrería verás una escena. 
Campana Amarilla:
Cuando encuentres la campana amarilla (aparece por la playa que va de tu granja a la de Marimba) deberás ir a donde la Diosa, quien te dirá que debes buscar las 3 piedras que recogen la luz lunar, primero ves a la tienda donde compras las semillas. Allí Ruth te pedirá un favor. Luego ves al rancho Cuerno donde sucederá una escena. Un personaje te dará una vieja tabla que te dirá donde están las piedras lunares (son las plataformas blancas). Las plataformas están en: en el rancho Cuerno, en el faro por donde está el gato blanco, y el último está en la casa que se encuentra arriba de la Herrería. En cada plataforma ten la campana y presiona el botón A. Finn (el duende naranja de la cosecha que va contigo) te dirá que busques las 3 plataformas blancas y en la última (no tienes que tener orden), Collin el duende de la cosecha amarillo te dará las gracias pidiéndote que lo lleves a su pedestal. Para hacer esto, deberás cumplir el favor de la mujer que vende las semillas (Ruth).
Campana Verde:
Para la campana verde, primero deberás abrir la puerta del Bosque Tam Tam, donde irás a buscar la casa de la bruja. Para conseguir la llave del Bosque Tam Tam, verás una escena en la que Caín no puede abrir la puerta del bosque porque le falta una llave que tiene el carpintero Dale. Deberás ir allí y pedirle la llave. Cuando llegues al final del bosque llegarás a la casa de la bruja, verás una escena en la que está convertida en sapo y debes ir a donde el Adivino (se encuentra en la Ciudad Armónica) quien te pedirá que busques 3 ingredientes para hacer la poción: 1º Una Flor de Hibisco que te darán en la Isla Tucán, cuando Selena se vaya contigo en el barco y la encuentres en el bar (abren de 16:00 a 1:00) ella te pedirá el favor de entregar una carta a su padre a la Isla Tucán, cuando le entregues esta carta él te regalará la Flor de Hibisco. El otro ingrediente es Mantequilla Mejor. La encontrarás en el festival de animales o podrás obtenerla con una máquina de hacer mantequilla. Y la última es Harina de Maíz Buena(Good Cornmeal), puedes plantarlo o compralo en la Granja Marimba(Marimba Farm). Una vez consigas el Maíz Bueno(Good Corn), deberás llevarlo al molino de agua y allí conseguirás la Harina de Maíz Bueno(Good Cornmeal). Después de entregar estos 3 ingredientes, saldrá una escena en la que la rana se convertirá en bruja y esta, con mucha rabia del hechicero, os echará de la casa, lo que tienes que hacer es volver a entrar y hablar con ella, de esta manera conseguirás la campana verde. 
Campana Morada:
Esta es la última campana, sin duda la más fácil de encontrar, pero la más difícil de conseguir. Para encontrar esta campana, tienes que ir al Templo Celestia(Celesta Church) habla con Perry (el aprendiz de sacerdote) y entrarás en una escena donde te cuenta que por la noche escucha ruidos. Te pide que vayas averiguarlo a las 2:00 a. m. Cuando vayas a las 2:00 a. m., verás una escena donde el cura sale corriendo. Debes correr y entrar por la puerta derecha. Allí tendrás una escena en donde habrás encontrado la campana morada, para hacer sonar dicha campana, te dirá que ya nadie pide deseos en el muro de los deseos (puerta izquierda de la iglesia), entonces te pedirá que lleves los deseos de los aldeanos al muro de los deseos. Tendrás que llevar al menos el deseo de 10 personajes (haciéndote sus amigos). Para ello tendrás que tener un mínimo de amistad de 3 corazones y ojo, para subir corazones de la gente es un trabajo bastante laborioso, el tema es en que todos los días le tienes que dar un regalo que le gusta y hablar con el 3 veces al día, para saber lo que le gusta a cada personaje tendrás que apretar el botón C de tu nunchuk de Wii o el botón y de lo control clásico. Eliges el apartado de amigos y una vez hecho esto apretas al botón - sobre el personaje que quieras saber la información de las cosas que le gustan y las que le disgustan recuerda que si llegas con alguien a 4 corazones podrás pedirle matrimonio siempre y cuando tengas la casa a nivel 2, una vez hecho esto, si quieres tener hijos deberías tener la casa a nivel 3, así que mucha paciencia y a por la última campana, que es la morada.